# Sharon Osbourne

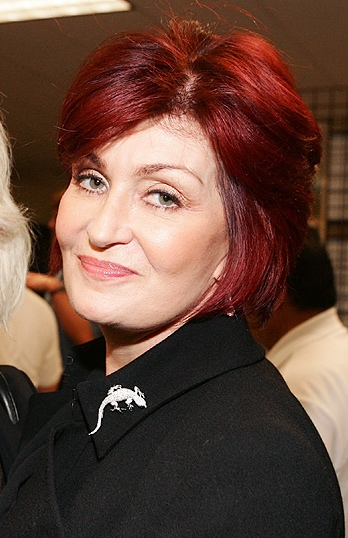
Sharon Osbourne (2007)

Sharon Osbourne, geboren als Sharon Rachel Arden (Londen, 9 oktober 1952), dochter van Don Arden, is een Britse muziekpromotor.
Sinds Ozzy Osbourne in 1979 uit de band Black Sabbath gezet werd, was Sharon zijn manager. Sharon was tevens manager van onder andere The Smashing Pumpkins (tot 2000) en Coal Chamber.
Sharon Osbourne werd bekend door de reality soap The Osbournes, waarin vanaf begin 2002 het dagelijks leven van het gezin Osbourne getoond werd. In juli 2002 werd bij Sharon kanker ontdekt. Desondanks stond zij er op, dat de realitysoap doorging. In 2012 kreeg Osbourne te horen dat ze het borstkankergen met zich meedroeg. Hierop besloot zij haar beide borsten te laten amputeren.
Bij de Engelse variant van de 'X Factor' is ze samen met Simon Cowell en Louis Walsh te zien als jurylid, waar ze deelnemers beoordeelt naar hun zangkwaliteiten.
Sharon is in 2005 in opspraak geraakt omdat ze een optreden van Iron Maiden volledig gesaboteerd had nadat Bruce Dickinson denigrerende uitspraken over The Osbournes had gedaan en suggereerde dat Ozzy hulp van een autocue gebruikte op het podium. De band werd onder andere met eieren bestookt. Later noemde Sharon de zanger nog een 'lul'. 

## Televisie
Osbourne is ook bekend door haar rol als jurylid in verschillende talentenjachten. 
| Jaar                       | Titel                    | Als               | Meer info |
| -------------------------- | ------------------------ | ----------------- | --- |
| 2003-2004, 2006            | The Sharon Osbourne Show | Presentatrice     | |
| 2004-2007, 2013, 2016-2017 | The X Factor             | Jurylid           | samen met Simon Cowell (2004-2007, 2016-2017), Louis Walsh (2004-2007, 2013, 2016-2017), Dannii Minogue (2007), Gary Barlow (2013) en Nicole Scherzinger (2013, 2016-2017) |
| 2005                       | Top of the Pops          | Gastpresentatrice | |
| 2007-2012                  | America's Got Talent     | Jurylid           | samen met David Hasselhoff (2007-2009), Piers Morgan (2007-2011), Howie Mandel (2010-2012) en Howard Stern (2012)                                                          |
| 2020                       | The Masked Singer UK     | Gastjurylid       | |
| 2022                       | The Talk                 | Presentatrice     | |

### America's Got Talent
In 2007 werd Osbourne gevraagd om te jureren in het programma America's Got Talent, de Amerikaanse variant van Britain's Got Talent. Zij kwam in plaats van zangeres Brandy en zit samen met Howard Stern en Howie Mandel in de jury. In haar eerste aflevering had ze felle discussie met mede-jurylid Piers Morgan en overwoog zelfs te stoppen. Dit werd allemaal uitgezonden, maar uiteindelijk kon men haar overtuigen om toch door te gaan. Sharon is er hierna 5 jaar mee doorgegaan.

## Privé
Op 4 juli 1982 trouwden Sharon en Ozzy. Zij hebben drie kinderen: Aimee, Kelly en Jack.